# Файлдергдойт
Файлдергдойт (ірл. — Faildergdóit, Faildeargdoid, Ailldeargoid) — верховний король Ірландії. Час правління (відповідно до середньовічної ірландської історичної традиції): 950–943 до н. е. (відповідно до «Історії Ірландії» Джеффрі Кітінга) або 1328–1318 до н. е. відповідно до хроніки Чотирьох Майстрів. Син верховного короля Ірландії Муйнемона. Його батько був першим королем ірландії, що носив традиційні золоті кільця на шиї та руках — традиційні ірландські файлге (ірл. — failge). Від назви цих прикрас, можливо, і походить його прізвище. Правив Ірландією чи то 7, чи то 10 років. Був вбитий Сірна мак Дейном (ірл. — Sírna mac Déin) або Олломом Фотла (ірл. — Ollom Fotla) чийого батька — Фіаху Фінскохаха (ірл. — Fíachu Fínscothach) його батько колись вбив — кровна помста, що здійснилась через покоління.